# Aerenicini
Los erenicinos (Aerenicini) son una  tribu de coleópteros crisomeloideos de la familia Cerambycidae.

## Géneros
Tiene los siguientes géneros:
- Aerenica - Aerenicopsis - Aerenomera - Antodice - Antodilanea - Apagomerina - Aphilesthes - Apoaerenica - Calliphaula - Calocosmus - Eponina - Holoaerenica - Hydraschema - Mariliana - Melzerella - Phaula - Pseudomecas - Recchia - Suipinima[2]